# ニッケル・水素充電池
ニッケル・水素充電池（ニッケルすいそじゅうでんち）は、二次電池の一種で、正極に酸化水酸化ニッケルなどのニッケル酸化化合物、電極に水素を含んだ水素吸蔵合金または水素化合物を用い、電解液に濃水酸化カリウム水溶液 (KOH (aq)) などのアルカリ溶液を用いる二次電池（充電可能な電池）である。
負極の水素源として水素ガス（分子水素、H2）を用いる狭義の（本来の）ニッケル水素電池 (Ni-H2) と、水素吸蔵合金を用いるニッケル金属水素化物電池 (Ni-MH) とがある。
なお、本項目名「ニッケル・水素充電池」の中の「充電池」は一般に商用上用いられている名称（商標）に追従しているが、電気工学や電気化学等の分野で用いられている学術用語として「充電可能な電池」は「二次電池」「蓄電池」であり、「充電池」とは表記されないため、商用以外の場合は、「ニッケル・水素電池」あるいは「ニッケル・水素蓄電池」などと呼称すべきであることに注意。（→二次電池を参照のこと。）

## Ni-H2

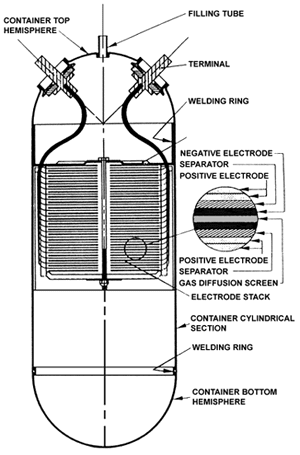

狭義のニッケル水素電池 (NiH2 or Ni-H2) は、ニッケルと水素ガスを基にした充電可能な電気化学的電力源である。ニッケル金属水素化物 (Ni-MH) 電池との違いは水素を8.27 MPa (1200 psi) の高圧タンクに貯蔵する点である。

### 化学系
正極は乾式焼結によって製造される水酸化ニッケルを含む多孔質ニッケル酸化物である。負極の水素電極はテフロン結合の白金黒触媒が用いられ、セパレーターにはZircar tricot knit zirconia布であるlink titleZYK-15title.が用いられる。
NiH2セルは26%の水酸化カリウム (KOH) が電解質として用いられ寿命は80%の放電深度 (DOD) で15年を見込む。エネルギー密度は75Wh/kg・60 Wh/dm3、比出力 220 W/kg、開放電圧は1.55 V・放電期間中の平均電圧は1.25 Vで負荷時の電圧は1.5 V以下である。セルは2万回以上の充電サイクルで85%のエネルギー効率である。

### 用途
NiH2充電池はエネルギー貯蔵装置として人工衛星や宇宙探査機に使用される。例として国際宇宙ステーション、2001年のマーズオデッセイやマーズグローバルサーベイヤーに搭載された。ハッブル宇宙望遠鏡は打ち上げ後19年以上経つ2009年5月に元の蓄電池を交換した。低軌道で最も多くの充放電サイクルを経たNiH2電池を交換した。

### 歴史
Ni-H2の開発は、1970年代のコムサットから始まり、最初の使用は1977年、アメリカ海軍の航法衛星 (NTS-2) である。つまり元々は、高出力、高容量、長寿命の人工衛星のバッテリーとして開発が進められていたわけである。当初はタンクに圧縮された水素を貯蔵していた。（現在でも、宇宙用等、一部では水素の貯蔵にタンクを用いる種類も残っている。）

### 種類

模式図
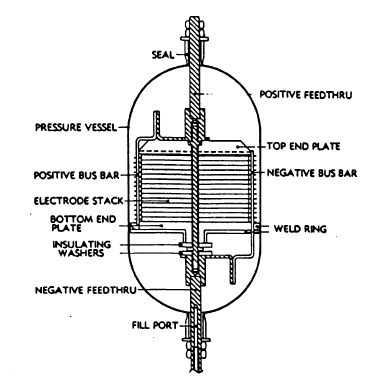
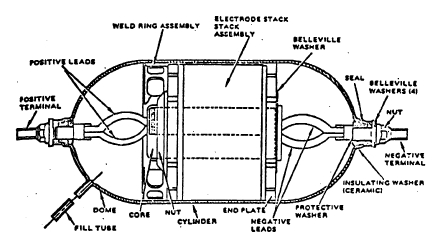
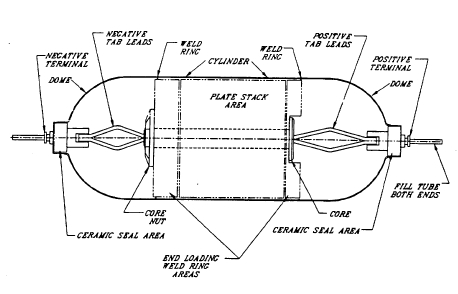
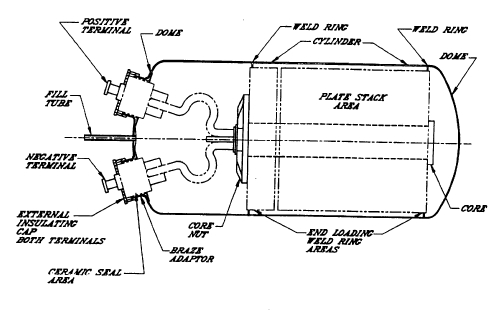
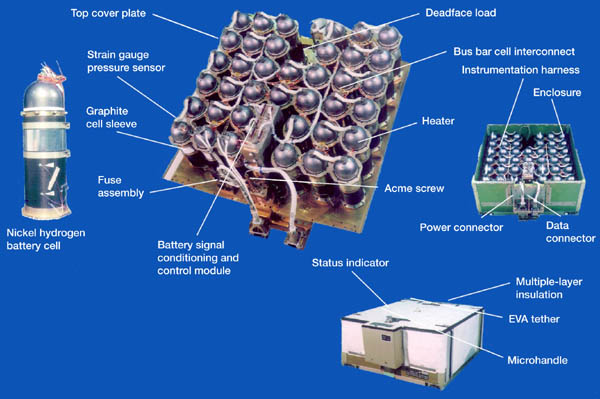

個別圧力容器型
個別圧力容器型 (IPV) は圧力容器がNiH2セルの最小単位として構成される。
共通圧力容器型
共通圧力容器型 (CPV) は2個のNiH2セルのスタックを直列に共通圧力容器に入れる。CPVはIPVよりも重量エネルギー密度がやや高い。
単一圧力容器型
単一圧力容器型 (SPV) は22セルを単一の圧力容器へ入れている。
両極型
両極型はSPV内で厚い（密集した？）電極が正極から負極背中合わせに配置されている。
圧力容器依存型
圧力容器依存型 (DPV) セルはより高い重量エネルギー密度とコスト削減をも目的としている。
共通/依存型圧力容器
共通/依存型圧力容器 (C/DPV) は共通圧力容器 (CPV) と圧力容器依存型 (DPV) の組み合わせで高い体積効率である。
- 模式図

## Ni-MH

リサイクルマーク（リサイクル法による）

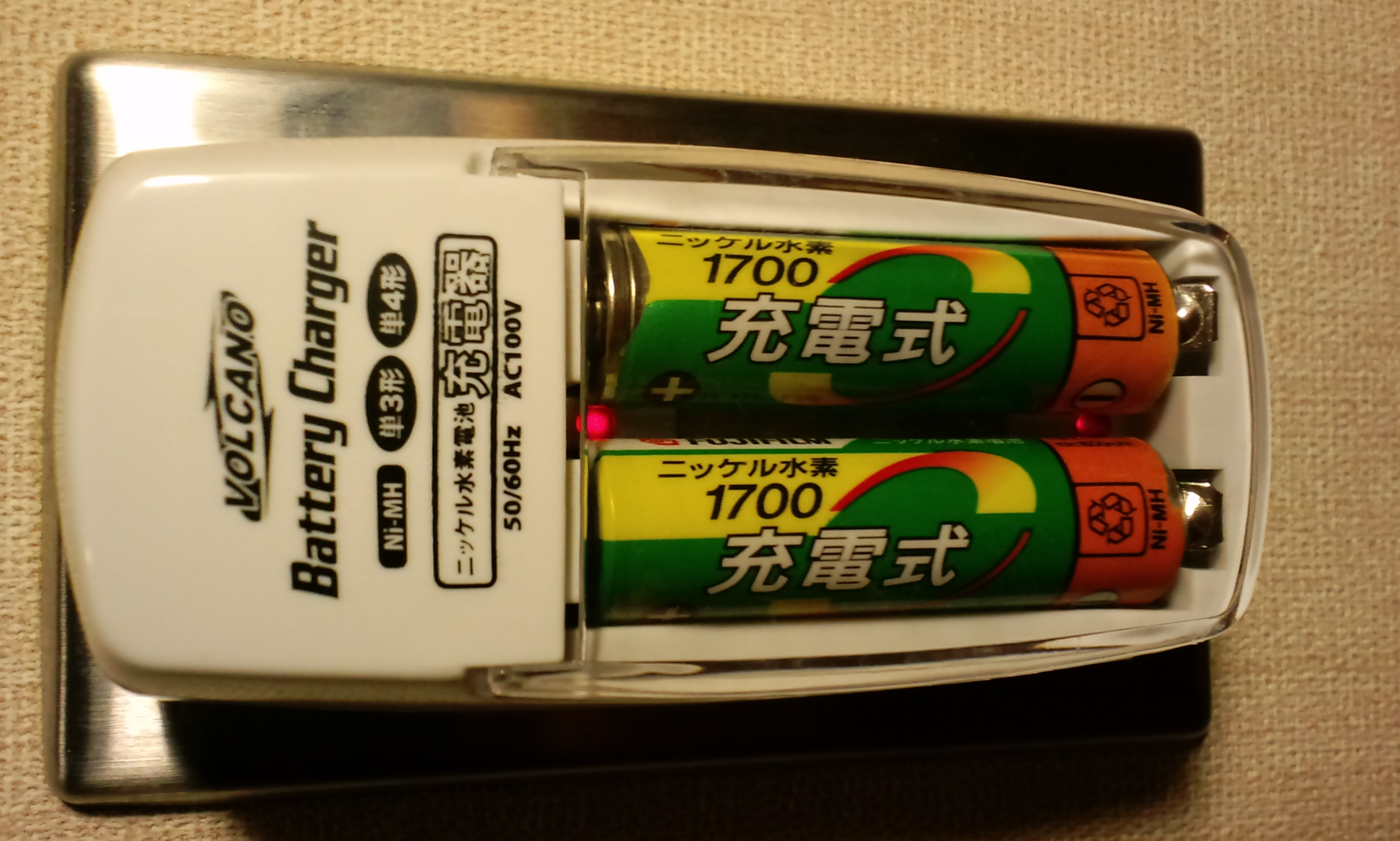
富士フイルム製のNi-MH、武田コーポレーション製の充電器

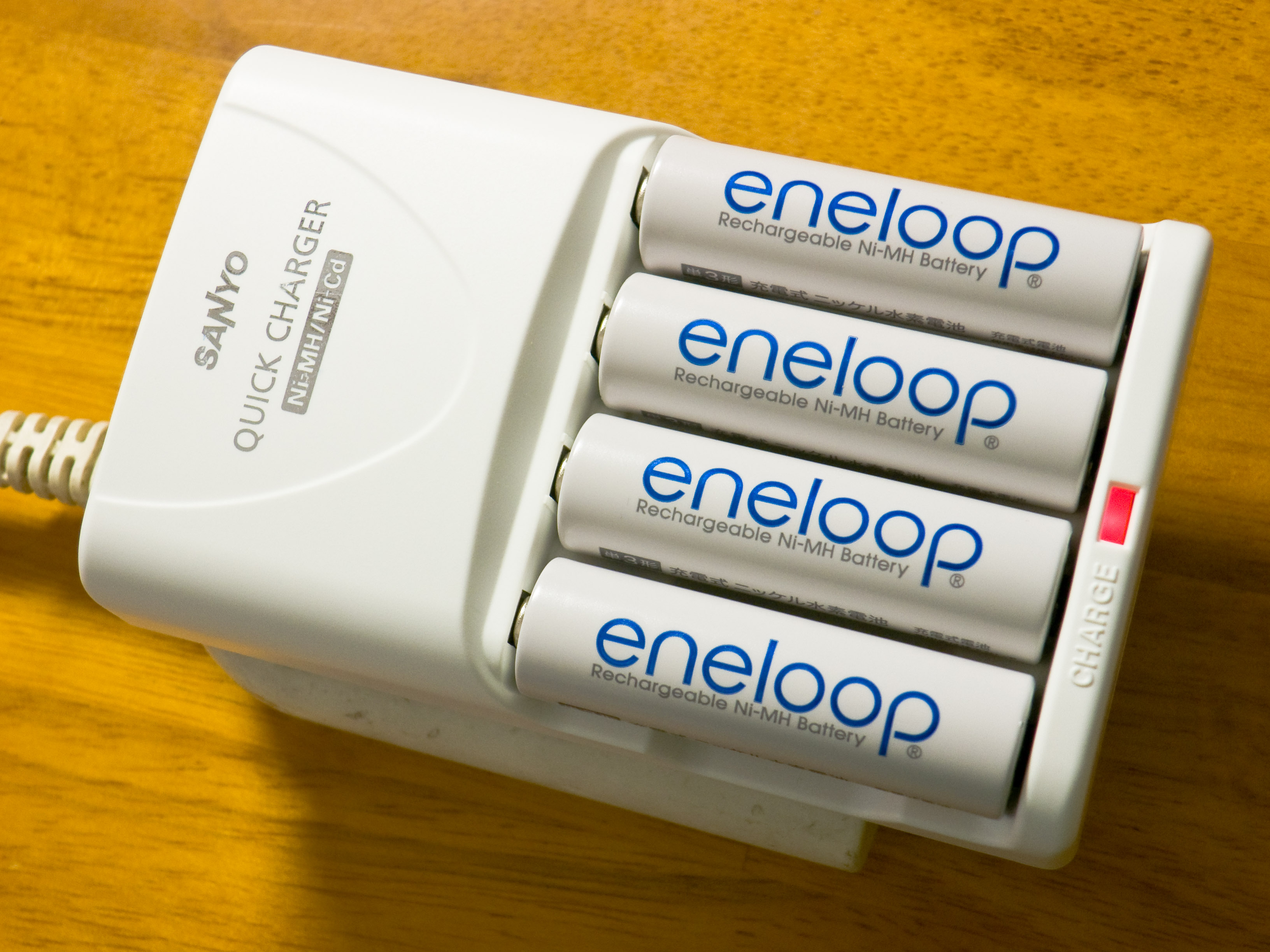
充電器に装着したNi-MH（eneloop単3形）

日本工業規格 (JIS) 上の名称は、「密閉形ニッケル・水素蓄電池」(JIS C 8708)。一般的には、「ニッケル水素電池」や「Ni-MH」と表記されることが多い。
なお、一般に商用上用いられている名称の「ニッケル・水素充電池」は、「Ni-MH」と同じ物を表す。
識別色は 橙（オレンジ）。
充放電の反応式は以下のように表される。
- 正極 : {\displaystyle {\ce {NiOOH\ +H2O\ +{\mathit {e}}^{-}<=>Ni(OH)2\ +OH^{-}}}}
- 負極 : {\displaystyle {\ce {MH\ +OH^{-}<=>M\ +H2O\ +{\mathit {e}}^{-}}}}

### 概要
非水系電解質の充電池としては高容量でリチウムイオン二次電池が普及するまでは長らく携帯機器の電源として使用されてきた。自己放電が多く、満充電後、概ね1年間放置しておくと容量が0になったが、2005年に三洋電機によって開発されたeneloopではこの点が改良された。自己放電の原因は『正極の自己分解』と『窒素化合物によるシャトル効果』『セパレータへの導電性化合物析出』だとされる。従来はセパレータの厚みを増やす事により自己放電を減らしていたが、セパレータの素材を従来のエチレンビニルアルコール系の親水性ポリオレフィンよりもさらに改良されたスルホン化ポリオレフィンを採用することにより自己放電を減らした。さらに負極の水素吸蔵合金に含まれるコバルトやマンガンが原因であることを突き止め、コバルトやマンガンを使わない『超格子合金』を採用することで、大幅に自己放電を抑える事が可能になった。低自己放電型ニッケル水素電池は、セパレータの体積が大きいため、従来の同等品よりも容量が低下して、最高容量の低自己放電型単三型充電池は2500 mAhなので同等品の2700 mAhと比較して容量が下がる。

### 形状と容量
形状は単一形・単二形・単三形・単四形・角形 (006P) ・ガム型、その他に産業用特殊品がある。容量としては、例えば単三形では1000 mAh - 2500 mAh、単四形で750 mAhが、2006年時点の標準的な公称容量である。充放電可能な回数（サイクル寿命）については、メーカーにもよるが、少ないものでも「およそ500回以上の充放電が可能」とされている。なお、容量の大きいものほど、サイクル寿命が短い傾向がある。これは、電極材の酸化や電解液の喪失が原因である。

### 充電
日本の大手家電メーカーのNi-MH急速充電器では、一般的に「デルタピークカット」方式によって充電量が調整されている。これは満充電後も充電し続ける過充電時に観測されるわずかな電圧低下（デルタピーク電圧、－ΔV）を感知して充電を終了する仕組みである。
ただし、すべての充電器がデルタピークカット方式とは限らず、安全タイマーや過熱防止などの安全機構が採用されているとも限らない。メーカーによって説明書や公式サイトに書いていない事も多く、詳細はメーカーへの問い合わせが必要である。安価な充電器はこのような安全機構が採用されていない場合が多く、過充電によって電池の寿命を縮めてしまう可能性がある。
- Ni-MHの－ΔVはニカド電池と同一ではない。－ΔVはおよそ10 mV/セル程度である。
- －ΔVが観測されると充電を終了する。充電開始時には偽の－ΔVが発生する事がある。
- －ΔVが観測されなくても一定時間経つと安全タイマーにより充電を強制終了する。サポートしている電池容量より余裕を持って少し多めの時間にタイマーがセットされている。
- 電池の温度が設定温度を越えると過熱防止機構により充電を強制終了する。

ただし、すべての充電器がデルタピークカット方式とは限らない、急速充電でない場合は電圧降下が発生しないか発生しても観測困難であるため依存できない。
また最近のdT/dt制御充電方式などは、過充電になる前に止める方式であるので、そもそも過充電異常による－ΔVには依存しない。
満充電までに要する時間は、充電器により速度（充電電流）が異なり、電池の容量も影響する。例えば単三型は、説明書では数時間程度としている場合が多い。充電器によっては、電池本数に応じて2倍速・3倍速充電が出来るものがある。一般的に充電速度が速いほど発熱が大きいため電池の劣化を促進する恐れがある。一部の製品では専用の充電器および対応するNi-MHを使用すれば、15分で充電できる。
一般的には、
標準充電
1⁄10lt以下程度の弱電流により10数時間の時間を掛けて充電する。
トリクル充電
標準充電電流の1⁄2から1⁄3以下の微弱な電流で30時間以上掛けて充電する。充電を連続して行い続ける常時充電も可能とされる。
急速充電
1⁄2lt - 5ltの電流により急速充電する。充電停止の為の制御が必須とされる。
などがあり、急速充電における停止制御には、満充電時後も充電を継続することによる過充電異常現象として電池電圧がわずかに降下する「デルタピーク」が発生することを監視して充電を停止する方式の他、最近のdT/dt制御充電方式など、過充電になる前に止める方式などがある。
Ni-MHに対応していない充電器を用いると充電されなかったり、過充電され電池の性能が落ちたり、発熱で破裂したりすることがある。大手メーカーの充電器には安全タイマーが設定されており、一定の容量以上は充電できないようになっている。そのため説明書に記された対応電池より容量の大きな電池を充電する事はできない。ニッケル水素に限らず、充電池の種類に対応した充電器を使用しなければ危険である。

### 普及状況とシェア
乾電池型充電池、ハイブリッドカーの電源、あるいはデジタルカメラ・携帯音楽プレーヤーや一部のノートパソコンの専用電池などとして広く普及している。
2010年時点で、世界のシェアのトップは三洋電機（FDKトワイセル製）である。SANYOブランドでの販売の他、FDKからのOEM供給も行っており、本体や缶底に“HR”記号が入っているものが同社製である。eneloop以降の製品では缶底の“HR”記号は無くなっている。FDKは元々三洋電機のNi-MHを供給されていたが、三洋エナジートワイセルのFDKへの売却で関係が逆転した。

### 歴史
小型二次電池として、正極材料にニッケル、負極材料に水素の貯蔵も兼ねて水素吸蔵合金であるミッシュメタルを使用するタイプが作られるようになった。
次のような長所を持つので1990年の実用化以降、ニッカド電池からNi-MHへの代替が進んだ。
- それまでの代表的な小型二次電池であるニッケル・カドミウム蓄電池（ニッカド電池）の2.5倍程度の電気容量を持つ
- 材料にカドミウムを使用せず環境への影響が少ない
- 電圧がニカド電池と同じ「1.2V」で互換性がある（→#特徴も参照）。最後に電圧が下がってきた状態でも1.2 V程度。「供給を保証する電圧が1.2 V」といったような意味。基本的に満充電から使用開始 - 使用途中は、1.5（強）V - 4 V程度の電圧が続く。

その後の普及状況は、領域ごとに異なっている。例えば、乾電池市場、携帯機器の専用電池市場、自動車用では状況が異なっているのである。
各種携帯機器では、より大きな電気容量のリチウムイオン二次電池が好まれ、急速に置換えが進んだ。このため、Ni-MHの日本における出荷数量は2000年をピークに大幅に減少し、この領域での日本の主要メーカーは次々に撤退した。
トヨタ自動車・本田技研工業のハイブリッドカー用の電池としては、Ni-MHは安全性の高さが評価され、採用された。ハイブリッドカー向けのNi-MHは携帯機器よりはるかに大型であり、出荷金額は2003年を底に回復した。なおこの用途のNi-MHのメーカーは三洋電機（HEV事業部）のほかプライムアースEVエナジーである。三洋電機がパナソニックの子会社となることにより世界各国の競争法当局との協議によりそれぞれの事業の一部を第三者に譲渡する必要が生じ、三洋電機は三洋エナジートワイセル・三洋エナジー鳥取をFDKに売却、パナソニックはパナソニックEVエナジーの保有株を減らした（→プライムアースEVエナジー）。
乾電池型二次電池の分野では、Ni-MHが従来のニカド電池に代わり主流となっている。その理由は次のようなものである。
- Ni-MHは「大電力・大電流時の放電特性に優れる」「単純な回路で充放電が可能」
- Ni-MHはかなり安全性が確立されている。対するリチウムイオン電池は、安全性に関しては問題があり、充電時・使用時などに発火事故などが起きる可能性があり、汎用的な乾電池型としては不向きであり、普及が遅れていたが、近年[いつ?]では安全対策を施した製品が販売されている（→リチウムイオン二次電池の項も参照）。

全体を見てみると、主な日本のメーカーは現在、FDK（主に三洋電機モバイルエナジーカンパニーが販売）・パナソニック（エナジー社）・プライムアースEVエナジー（車載用途）となっている。

### 特徴

#### 長所
- 繰り返し使えるため、マンガン電池やアルカリ電池などの一次電池よりランニングコストを下げられる。
- アルカリ、マンガン、ニッカド電池より内部抵抗が低く、モーターや懐中電灯などの大電流用途では高電圧を維持でき、アルカリ電池の数倍の容量を誇る。逆に小電流の用途ではアルカリ電池とほぼ変わらない容量である。
- リチウムイオン充電池より爆発の危険性が少ない。
- ニカド電池より大容量化が可能。
- 有害なカドミウムを含まないため、ニカド電池より環境負荷が低い。
- エネループ技術を用いた日本製のニッケル水素電池はニカド電池と比べて自己放電が少なく、充電後にかなりの日数を放置しても使うことができる。ただし気温が高い夏場は自己放電は大きくなる。ニッカド電池や初期のニッケル水素電池は充電して数週間も放置するとほとんど放電してしまっており、いざという時に使いものにならないという難点があった。

#### 短所
- ニカド電池に比べると過放電に弱い。完全に放電してしまうと電池を傷めてしまう。ただしエネループはダメージが比較的少ない[27]。
- わずかだが、リチウム合金系二次電池と比較するとメモリー効果（現象）がある。エネループはメモリー効果が小さく、同商品登場以降は他社でも同様のタイプが増えている。
- 加熱時や過放電時に引火性の水素ガスを発生するため、完全に密閉された場所（水中ライト・防ガスライトなど）では使用禁止である。ただしこの点については機器側・電池側ともに改善が進んでいる。
- ニッケルを含有するために同一容量ではリチウムイオン電池より重い。

充電式小型電動ドリルでは、大電流の供給という点に限って言えば、ニカド電池の方がいくらか強みを持つ。ただし先述のカドミウム使用の問題から、公害の原因となりうる上にライフサイクルコストが高いという理由でと、Ni-MHの大電力特性が改善したので現在発売している製品の殆どはニッケル水素やリチウムイオンへ転換している。同様に、ホビー用R/Cカーでも長年、大電流を発生させるニッカド電池がレースで有利ということで主流だったが、近年のR/Cカーレースではレギュレーションでルールとしてニッケル水素電池を指定するケースも多い。

### 主な用途

#### 乾電池・アルカリ電池の代替
2005年11月1日に、三洋電機は自己放電とメモリー効果を抑え、あらかじめ充電した状態で販売するという新型のニッケル水素電池「eneloop（エネループ）」の発売を発表し、同年11月14日から販売を開始した。また、松下電器産業（現・パナソニック）も株式会社ジーエス・ユアサコーポレーションと共同開発し、同年10月31日、同様の電池の発売をアナウンスした（パナソニック充電式ニッケル水素電池・充電式EVOLTA）。2006年11月にはソニーがこれらと同様の電池（エネループ技術）を「サイクルエナジーブルー」のブランドで発売開始した（エネループOEM）。2006年現在、これらの電池は一般小売店での取り扱いも多くなりつつある。

#### ホビー・玩具
ラジコンの耐久レース、電動ガンを使った競技などでは、ニカド電池に比べて大容量なため、電池交換の頻度を減らせる。一方、大容量化により重量面ではニカド電池よりも重くなることがある。
特性上ニカド電池より瞬発力に劣る部分があるが、公称値でニカド電池の1.5倍以上の容量を利用した強力なパワーソースの使用や、近年の中国メーカーによる技術競争などにより、模型分野では実用上問題なくなっている。模型用で多く使われるsub-C型セルの場合、市販されているニッカドでは2400 mAhが最大だが、ニッケル水素型では少ないものでも3000 mAh、主に流通しているものでは3600 - 4200 mAh、最近の大容量製品では4600 mAhを上回る物もある。
電動ガンでは、過放電に強く自己放電が少ないなど扱いが手軽なニカド電池も利用される。
一般的なラジコンカーのレースではNi-MHが主流になっている。一部の模型メーカーが主催するラジコンカーレースでは、環境保全の考え方からニカド電池の使用を禁止している場合も見られる。
模型分野に限っては一般にトップシェアである三洋電機（FDKトワイセル製）のシェアは非常に少なく、インテレクト社やゴールドピーク製のセルが多く使用されている。当初三洋電機製を採用していた業界最大手のタミヤでも、2011年現在採用しているのはゴールドピーク製であり、製品写真にGPの社名が確認できる。
ミニ四駆やダンガンレーサー/楽しいトレインシリーズ、楽しい工作シリーズをはじめとするいくつかのタミヤ製電動模型キットシリーズでは、発熱の問題を回避するという名目で、公式レースではニッケル水素電池の使用が禁止されていた。また、近年製造されたキットのパッケージには新型車・旧型車問わずニッケル水素を絶対に使うなと明記されている。しかし、ミニ四駆については、公認競技会規則が改定されて電池が原則タミヤブランドのみになり、また2010年12月の新商品「ネオチャンプ」発売により、同商品に限ってニッケル水素の使用が解禁された。ニッケル水素電池が使用可能になった経緯について、現在のところタミヤから明確な説明はない。

#### デジタルカメラ
単3型電池を用いるデジタルカメラの場合、一次電池も用いることが出来るが、ニッケル・水素蓄電池の方が放電特性に優れ、また繰り返し充電できるため経済的である。ニッケル・水素蓄電池と充電器を付属している機種もある。

#### ハイブリッドカー
ハイブリッドカー用の二次電池としては主としてNi-MHが使用される。

### 乾電池型の安全のための構造
電解液には触媒が加えられており、電気分解により生じた水素ガスを酸素ガスと素早く反応させ、水に戻すための工夫が施されている。しかし過充電時には強く発熱し電気分解によって生じた水素ガスが吸収できずに内圧が高まる。そのため陽極に「防爆弁」があり、圧力が過剰になると水素ガスを放出するしかけになっている。
さらに内圧が上がるとガスと共に電解液が排出され、陽極に電解液の結晶や腐食が蓄積する。そうすると防爆弁が空いたままになりさらに電解液を喪失するとともに、結晶が陽極とケースを短絡するために充電不足となり、やがて寿命となる。
万が一、破裂や電解液の漏出がおきても電解液は不燃の水溶性であるため火災につながるリスクは非常に小さい。ただし、強アルカリ性であるため皮膚など触れると火傷（化学熱傷）を引き起す。またその場合、電池周囲の木材や樹脂などを変質させる可能性もある。
なお、通常の乾電池型のものの陽極に（個人が独自に）直接ハンダ付けなどをすると防爆弁が不良になるので、それをしてはいけない、とされている。ハンダ付けして使う用途には、はんだづけ時の電池本体の過熱を防止するニッケル金属片があらかじめスポット溶接されているタイプが製造・販売されている。
2003年8月21日にトミー・三洋電機は、玩具用に特化し、安全性をさらに高めたニッケル水素電池「Every Denchi（エヴリデンチ）」を発表した。これは誤使用時の発熱を約60°Cに抑え、液漏れの問題を回避するというものである。同年11月から発売。また2005年7月には、三洋電機が後継シリーズとしてニッケル水素電池「Toy Cell（トイセル）」を発表・発売。

### 主な製品

#### 乾電池互換タイプ
海外
- エナジャイザー：エナジャイザーリチャージ (Energizer Recharge)
- ゴールドピーク：ReCyko
- フィリップス：Rechargeables（リチャージャブルズ）

日本国内
現在、パナソニック、東芝、富士通の3社が販売の幅広いシェアをもっている。
- 製造：FDK
  - パナソニック（現・エナジー社。旧・三洋電機）：eneloop（2013年より"Panasonic" ブランドに移行）
  - 富士通(旧:富士電気化学)：富士通充電池
  - アイリスオーヤマ：BIG CAPA
  - タミヤ：ネオチャンプ
  - イケア：LADDA（※日本製表記のタイプ限定）
- 東芝電池（東芝ライフスタイル）： 充電式IMPULSE
- マクセル（マクセルホールディングス。旧・日立マクセル）：ecoful

また過去の製品には以下のようなものがある。
- ソニー(FDK製)：CycleEnergy - 乾電池撤退とともに2019年に販売終了。パッケージには｢eneloop技術採用｣と明記されていた。
- パナソニック（エナジー社)：パナソニック充電式ニッケル水素電池、充電式EVOLTA - 2022年12月を以って製造・出荷終了。

#### 産業用
- 川崎重工業 : ギガセル[34]